# Karla Sofía Gascón
Karla Sofía Gascón, anteriormente conhecida como Juan Carlos Gascón (Alcobendas, Espanha; 31 de março de 1972) é uma atriz espanhola. Apareceu em várias novelas e filmes, incluindo El Señor de los Cielos (2013) e Nosotros los Nobles (2013).
Em 2024, Gascón interpretou a personagem-título no filme musical Emilia Pérez, pelo qual venceu o Prêmio do Festival de Cinema de Cannes de Melhor Atriz ao lado de suas colegas de elenco Zoe Saldaña, Selena Gomez e Adriana Paz. Por sua performance, recebeu reconhecimento mundial e se tornou a primeira mulher abertamente transgênero indicada ao Oscar de Melhor Atriz. Além disso, recebeu indicações ao Globo de Ouro, SAG Awards e BAFTA, além de vencer o European Film Awards de Melhor Atriz.

## Início da vida e educação
Gascón nasceu em Alcobendas, Espanha. Na infância, atuou com seu irmão e, aos 16 anos, decidiu seguir a carreira de atuação. Formou-se em atuação pela ECAM. Trabalhou em Londres em uma série da BBC para o aprendizado da língua espanhola e em Milão dublando fantoches para shows infantis.

## Carreira
Apareceu na novela diária espanhola El súper interpretando Guillermo, um comissário de bordo, bem como em outros programas como Calle nueva e El pasado es mañana. Os primeiros papéis também incluíram aparições em filmes em Se buscan fulmontis (1999), Me da igual (2000), La caja 507 (2002) e Di que sí (2004).
Convencida pelo cineasta mexicano Julián Pastor, Gascón mudou-se para o México em 2009 para continuar sua carreira de atriz, assumindo uma série de papéis em telenovelas, começando com o cigano Branko em Corazón salvaje. Deste ano até 2014, foi creditada como Juan Carlos Gascón. Fez um retorno único à indústria cinematográfica espanhola para estrelar ao lado de Tony Isbert em El cura y el veneno. No sucesso de bilheteria mexicano Nosotros los Nobles (2013), desempenhou o papel coadjuvante de Peter (o noivo da personagem de Karla Souza, Bárbara Noble), uma personagem de Puebla com aspirações de se tornar espanhola. Em 2014, apareceu em El Señor de los Cielos como o "implacável" espanhol Iñaki Izarrieta, associado de Aurelio Casillas.
Em 2018, tendo completado a maior parte de sua transição de gênero, Gascón publicou sua autobiografia Karsia, Una historia extraordinaria sob seu nome de nascimento, Carlos Gascón, dobrando como um anúncio público de sua nova identidade como Karla Sofía Gascón. Interpretou Lourdes Buendía na série de drama adolescente Rebelde (2022). Em 2024, estrelou o filme de comédia policial musical de Jacques Audiard, Emilia Pérez, que estreou no Festival de Cinema de Cannes de 2024. No filme, interpretou um poderoso líder de cartel que finge a morte, faz a transição médica e renasce como Emilia Pérez. Gascón ganhou o prêmio de Melhor Atriz do festival, compartilhado com suas colegas de elenco Selena Gomez, Adriana Paz e Zoë Saldaña, tornando-a a primeira artista abertamente trans a ganhar um grande prêmio em Cannes. Mais tarde no ano, Gascón se tornou uma Cavaleira da Ordem das Artes e das Letras francesa. Em dezembro de 2024, assinou para estrelar como Tia Encarna em Las malas, uma adaptação de Bad Girls de Camila Sosa Villada, com direção de Armando Bó.

## Declarações controversas
Em janeiro de 2025, após a indicação de Gascón ao Oscar de Melhor Atriz por Emilia Pérez, usuários de mídia social, incluindo a escritora Sarah Hagi, ressurgiram uma série de postagens feitas por Gascón entre 2019 e 2021. Elas foram identificadas como contendo discurso preconceituoso contra uma ampla gama de comunidades, incluindo postagens de cunho islamofóbico e sinofóbico. Isso incluía uma postagem no X chamando o islamismo de "foco de infecção para a humanidade", e outra postagem X em reação à 93ª edição do Oscar, questionando se o Oscar havia se tornado um "festival afro-coreano", uma "manifestação Black Lives Matter" ou o Dia Internacional da Mulher. As postagens incluíam também críticas ao Black Lives Matter e à reacção à morte de George Floyd, que Gascón explicou como sendo uma denúncia da hipocrisia que via nessas reacções, por nunca terem valorizado nem ajudado essa pessoa enquanto era viva, mas a tornarem uma causa em seu próprio proveito depois da sua morte. Na sequência da reação negativa que se seguiu, Gascón apagou os tweets e pediu desculpas, desativou depois a sua conta do X no dia seguinte.

## Vida pessoal
Gascón se considera "mexicana por adoção", já que vive e trabalha no México há muitos anos. É budista Nichiren, residindo em Alcobendas em 2025.
Gascón é casada com Marisa Gutiérrez, que conheceu aos 19 anos em uma boate de sua cidade natal, muito antes da sua transição de género, a qual trouxe alguns problemas ao casal. Têm uma filha, Victoria Elena, nascida em 2011.

## Filmografia selecionada

### Cinema
| Ano  | Título                       | Personagem                              | Notas          |
| ---- | ---------------------------- | --------------------------------------- | -------------- |
| 1997 | Destiempo                    | Padre                                   | Curta-metragem |
| 1999 | Se buscan fulmontis          | Gigolô do clube                         |                |
| 2002 | La caja 507                  | Gafitas                                 |                |
| 2004 | Di que sí                    | Álex                                    |                |
| 2008 | El menú                      | Vigilante de segurança                  |                |
| 2009 | Cíclope                      | Riggs                                   | Curta-metragem |
| 2010 | Cambio de sentido            | Cantor                                  |                |
| 2011 | Mentiras                     | Luis                                    | Curta-metragem |
| 2011 | Interés variable             | Interventor                             |                |
| 2013 | Nosotros los Nobles          | Peter / Pedro Pintado                   |                |
| 2013 | El cura y el veneno          | Felipe                                  |                |
| 2014 | Cambio de sentido            | Cantor                                  |                |
| 2016 | El Cazarrecompensas          | El Alemán                               | Curta-metragem |
| 2024 | Emilia Pérez                 | Emilia Pérez / Juan "Manitas" Del Monte |                |
| 2024 | Uomini e altri inconvenienti | Jaime                                   |                |

### Televisão
| Ano       | Título                 | Personagem      | Notas |
| --------- | ---------------------- | --------------- | ----- |
| 2009–2010 | Corazón salvaje        | Blanko          |       |
| 2010–2011 | Llena de amor          | Jorge Jauma     |       |
| 2014–2015 | Hasta el fin del mundo | Alán Duncan     |       |
| 2014      | El Señor de los Cielos | Iñaki Izarrieta |       |
| 2022      | Rebelde                | Lourdes         |       |

## Prêmios e indicações

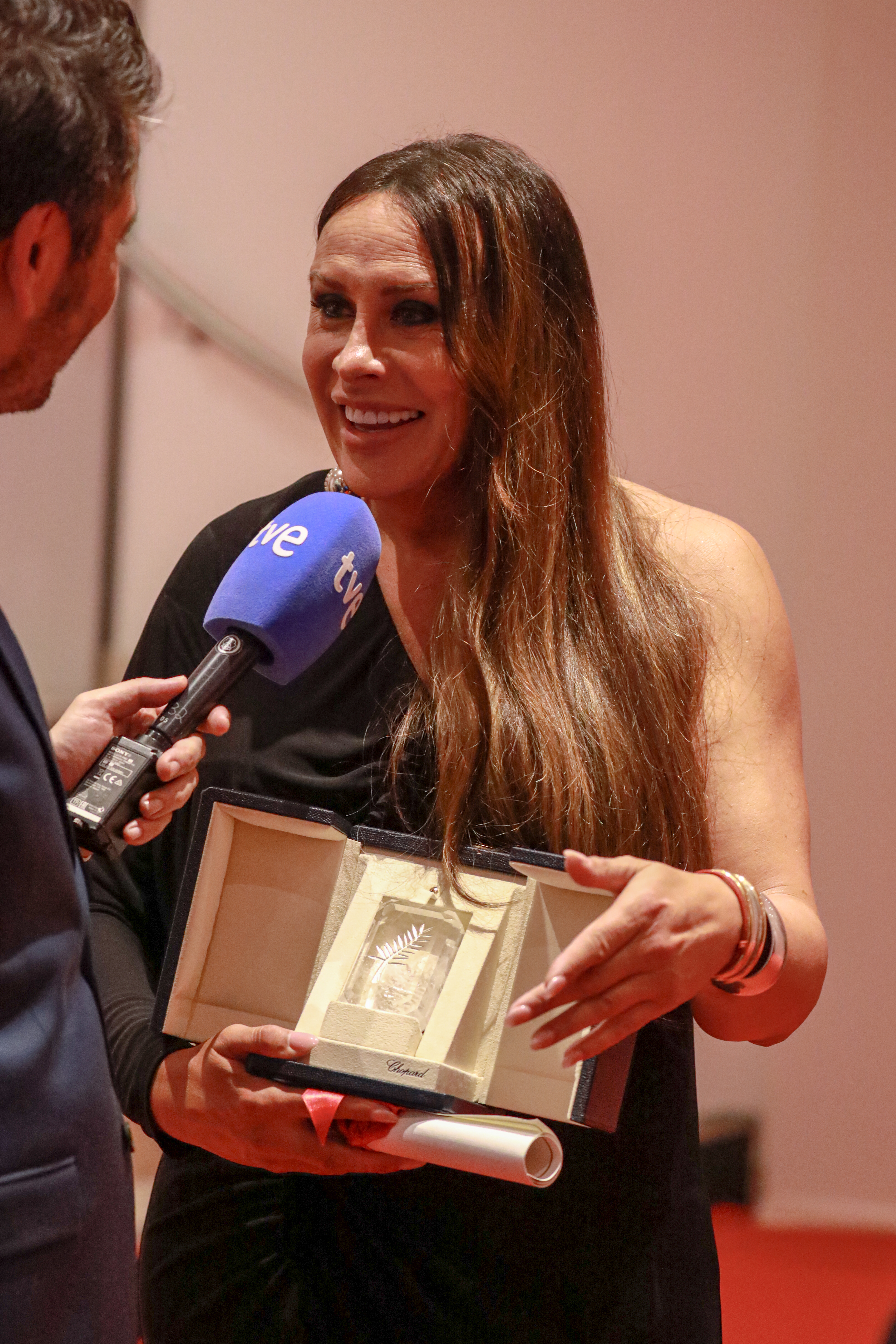
Gascón segurando um prêmio no Festival de Cinema de Cannes de 2024

| Ano  | Associações                                          | Categoria                                      | Nomeações                  | Resultado   |
| ---- | ---------------------------------------------------- | ---------------------------------------------- | -------------------------- | ----------- |
| 2024 | Astra Film Awards                                    | Melhor Atriz                                   | Emilia Pérez               | Indicada    |
| 2024 | Astra Film Awards                                    | Prêmio Game Changer                            | Emilia Pérez               | Venceu      |
| 2024 | Astra Creative Arts Awards                           | Melhor Canção Original                         | "El Mal" (de Emilia Pérez) | indicada    |
| 2024 | Festival de Cinema de Cannes                         | Melhor Atriz                                   | Emilia Pérez               | Venceu      |
| 2024 | Capri Hollywood International Film Festival          | Melhor Elenco                                  | Emilia Pérez               | Venceu      |
| 2024 | Elle's Women in Hollywood Celebration                | As Que Assumem Riscos                          | Emilia Pérez               | Venceu      |
| 2024 | Prêmio do Cinema Europeu                             | Melhor Atriz Europeia                          | Emilia Pérez               | Venceu      |
| 2024 | Glamour Spain Women of the Year Awards               | Atriz Internacional                            | Emilia Pérez               | Venceu      |
| 2024 | Ischia Global Film & Music Festival                  | Prêmio Ischia Global de Atriz Revelação do Ano | Emilia Pérez               | Venceu      |
| 2024 | Mill Valley Film Festival                            | Melhor Atuação de Elenco                       | Emilia Pérez               | Venceu      |
| 2024 | San Francisco Film Critics Circle                    | Melhor Atriz                                   | Emilia Pérez               | indicada    |
| 2024 | SCAD Savannah Film Festival                          | Prêmio de Atuação Distinta                     | Emilia Pérez               | Venceu      |
| 2024 | Associação de Críticos de Cinema de Toronto          | Melhor Atuação Principal                       | Emilia Pérez               | Vice-campeã |
| 2024 | Washington D.C. Area Film Critics Association Awards | Melhor Atriz                                   | Emilia Pérez               | Indicada    |
| 2024 | Associação de Críticos de Cinema de Chicago          | Artista Mais Promissor                         | Emilia Pérez               | Indicada    |
| 2025 | AACTA International Awards                           | Melhor Atriz                                   | Emilia Pérez               | indicada    |
| 2025 | BAFTA                                                | Melhor Atriz                                   | Emilia Pérez               | indicada    |
| 2025 | Critics' Choice Movie Awards                         | Melhor Atriz em Cinema                         | Emilia Pérez               | indicada    |
| 2025 | Critics' Choice Movie Awards                         | Melhor Elenco                                  | Emilia Pérez               | indicada    |
| 2025 | Globo de Ouro                                        | Melhor Atriz em Cinema – Comédia ou Musical    | Emilia Pérez               | Indicada    |
| 2025 | Prêmio Lumière                                       | Melhor Atriz                                   | Emilia Pérez               | Venceu      |
| 2025 | Festival Internacional de Cinema de Palm Springs     | Prêmio Vanguarda                               | Emilia Pérez               | Venceu      |
| 2025 | Festival Internacional de Cinema de Santa Bárbara    | Prêmio Virtuoso                                | Emilia Pérez               | Venceu      |
| 2025 | Oscar                                                | Melhor Atriz                                   | Emilia Pérez               | indicada    |
| 2025 | SAG Awards                                           | Melhor Atriz Principal                         | Emilia Pérez               | indicada    |
| 2025 | SAG Awards                                           | Melhor Elenco em Cinema                        | Emilia Pérez               | indicada    |
| 2025 | Satellite Awards                                     | Melhor Atriz em Cinema - Comédia ou Musical    | Emilia Pérez               | indicada    |